# Projekt Cadmus
Das Projekt Cadmus (oder auch einfach der Cadmus) ist ein fiktives Regierungsprojekt aus dem DC-Universum des US-amerikanischen Comic-Verlages DC Comics, welches sich mit genetischen Projekten befasst.

## Ursprünge
Projekt Cadmus wurde von Jack Kirby erstmals im Oktober 1970 im Superman Ableger Superman's Pal, Jimmy Olsen (englischer Originaltitel) eingebaut. Damals trug das Projekt noch seinen ursprünglichen Namen Das DNA-Projekt.
Erst nach der Crisis on Infinite Earths wurde das Projekt als Projekt Cadmus wiedereingeführt. Die erste Post-Krisen-Erwähnung findet Projekt Cadmus in Superman Annual #2 (englischer Originaltitel) von 1988.
Cadmus' Zweck ist die Erschaffung verschiedener Superwesen mit Hilfe der Klon-Technologie.
Der Name Projekt Cadmus ist angelehnt an Cadmus aus der griechischen Mythologie, welcher Krieger aus den Zähnen von Drachen erschuf.
So wie der mythologische Cadmus neue mächtige Krieger aus einem Teil eines mächtigen Wesens (Drachenzähnen) erschuf, erschafft das Projekt Cadmus ebenfalls neue mächtige Kämpfer aus Teilen mächtiger Wesen (Superhelden-DNA). Diese Parallele zwischen dem mythologischen Cadmus und dem Zweck des Projektes ist wohl der Grund für den Namen Projekt Cadmus.
Cadmus ist beispielsweise verantwortlich für die Erschaffung des neuen (also des Post-Krisen-)Superboy aus genetischen Material von Superman und Lex Luthor.

## Entwicklung
Cadmus wurde in seiner ursprünglichen Version von Dabney Donovan geleitet. Dabney Donovan war ein verrückter Wissenschaftler, der die Ansicht vertrat, man dürfe dem Potential der Genetik keine Grenzen setzen. So wurden unter seiner Führung – im Original – DNAliens genannte Kreaturen erschaffen. DNAlien ist ein Kofferwort aus DNA, und Alien (auf Deutsch: „Fremdling“, „fremd/artig“; meist übersetzt mit: „Außerirdische/r“, „außerirdisch“). DNAliens sind Klone menschlicher Wesen, die durch genetische Veränderung übermenschliche Fähigkeiten erlangten und denen ein außerirdisches Aussehen gegeben wurde. Das/der bekannteste DNAlien ist wohl Dubbilex.
Wegen dieser Experimente wurde Dabney Donovan später ersetzt.
Es schien als wäre Cadmus in der Superman-Geschichte The Fall of Metropolis (englischer Originaltitel) vernichtet worden. In Wahrheit nutzte Cadmus aber nur die Gelegenheit um in den Untergrund abzutauchen.
In Superboy #57 tauchte Cadmus unter neuer Führung von Mickey Cannon wieder auf. Dieser enthüllte Cadmus mehr der Öffentlichkeit. Der neue Leiter der Genetik-Abteilung unter Mickey Cannon wurde Dr. Sterling Roquette, ein Teenager-Genie. Dabney Donovan wurde später ebenfalls zurückgeholt, allerdings stand er fortan immer unter bewaffneter Aufsicht.

## Fernsehvariante
In der Zeichentrickserie Die Liga der Gerechten (im englischen
Original: Justice League; später: Justice League Unlimited) steht das Cadmus-Projekt unter der Leitung von Amanda Waller. Hier ist Cadmus unter anderem verantwortlich für die Erschaffung der Ultimen, dem Supergirl-Klon Galatea und von Doomsday, der mit anderer Hintergrundgeschichte in den Comics für Supermans Tod verantwortlich ist.
In der Serie wurde Cadmus von Militärs und einigen Regierungsvertretern gegründet, die unzufrieden waren, dass Superman und Co sich zu einer unabhängigen Supermacht entwickelt hatten, die die Macht über die Welt jederzeit an sich reißen konnte. Diese Furcht wurde begründet, als Superman einstmals von Darkseid entführt und einer Gehirnwäsche unterzogen wurde, aufgrund derer er die Erde angriff. Verstärkt wurde diese Angst, als man von einer Parallelwelt erfuhr, in der die Liga der Gerechten (in jener Welt Justice Lords genannt) die Macht an sich gerissen hatte, nachdem The Flash von Lex Luthor, dort der Präsident der Vereinigten Staaten, ermordet wurde und daraufhin von Superman getötet worden war. Man versuchte daher mit Genmanipulation eigene Helden zu entwickeln, die voll und ganz hinter den USA und deren Regierung stünden; unter anderem die Ultimen und Galatea, eine genetische Kopie von Supergirl. Diese Versuche aber scheiterten auf langer Sicht, weil diese Züchtungen ihren eigenen Willen entwickelten und sich teilweise gegen Cadmus aufzulehnen begannen.
Cadmus bekam finanzielle Unterstützung von Maxwell Lord und Luthor; Luthor aber hatte den Plan, den Ruf der Liga und den Supermans zu zerstören. Doch am Ende stellte sich heraus, dass Brainiac sich im Körper Lex’ eingenistet hatte. Luthor schloss mit Brainiac ein Bündnis und ergänzte dessen technische Macht mit menschlicher Vorstellungskraft, und es war nur der Liga der Gerechten zu verdanken, dass Brainiac und Luthor besiegt werden konnten. Projekt Cadmus wurde als Konsequenz dieser Manipulation fast vollständig eingestellt.
In der Folge Epilog erfährt man, dass Cadmus im Zuge des Projektes Batman Beyond die DNA von Waren McGinnis vorübergehend mit der von Bruce Wayne überschrieb und so Warens Sohn Terry McGinnis in Wahrheit der genetische Sohn von Bruce Wayne ist.